# 潮江城の戦い
潮江城の戦い（うしおえじょうのたたかい）は永禄3年（1560年）5月29日に戦国時代の土佐国に割拠していた長宗我部氏と本山氏の家臣・森孝頼の居城・潮江城で行われた合戦。筆山北高見の戦いとも呼ばれる。

## 背景
長宗我部氏と本山氏の軍事争いが活発化する中、長宗我部元親が初陣した合戦・長浜の戦いが発生。戸ノ本の戦いで、長宗我部氏が本山氏を圧倒すると次第に本山氏の軍が劣勢になり、長浜の戦いで長宗我部氏が大勝した。

## 合戦経過
戸ノ本の戦いで勝利した長宗我部元親は、宇津野山から長浜城の支城である潮江城を見据えた時、城内が無人であると考え、長宗我部国親や秦泉寺豊後などの反対意見を押し切り、手勢800人で火縄銃や弓を持って城内に侵入。この時城主であった森孝頼は既に潮江城から逃走しており、大量の旗本と長浜城の戦いの残兵、僅かな兵しか城内にはおらず、合戦開始から間もなく潮江城は落城した。

## 戦後の影響
潮江城は長宗我部氏の領土に変更。
城主の森孝頼は幼少の身だった為、岡豊に逃げ延びた後、長宗我部国親を頼った。
後に長宗我部元親に主君を変更。
対本山戦にて活躍した森孝頼が再び潮江城の城主になった。